# Diphasiastrum
Diphasiastrum er en af flere slægter i Ulvefod-familien (Lycopodiaceae). Ulvefod hører til blandt de mest primitive af alle Karplanter og formerer sig ved sporer. De er jordboende eller epifyttiske. Slægten har i alt 16 arter, hovedsageligt på den nordlige halvkugle. I Amerika dog så langt sydpå som det nordlige Argentina.
Den sporebærende plante er spinkel og uregelmæssigt forgrenet, og den består af en krybende jordstængel med trævlerødder og en overjordisk del med talrige, tæt tilliggende, bittesmå skælagtige blade der nærmest kan ligne visse typer mos (men ulvefod er ikke beslægtet med mos). Sporer dannes på blade samlet i kølleformede strobili, og der, hvor de spirer, dannes der enten en tvekønnet, masse med fotosyntese eller nogle underjordiske, forgrenede organer, som opsøger symbiose med en svamp. På disse over- eller underjordiske organer dannes der ægceller og fritsvømmende sædceller. Efter befrugtning dannes den sporebærende generation.
Adskiller sig fra andre ulvefod ved at have mere tæt tilliggende skælagtige blade og dermed mindre busket udseende.
| Arter i Danmark |

- Flad Ulvefod (Diphasiastrum complanatum)
- Cypres-Ulvefod (Diphasiastrum tristachyum)
- Bjerg-Ulvefod (Diphasiastrum alpinum)

| Portal | Portal:Botanik |

| Botanik | Spire Denne botanikartikel er en spire som bør udbygges. Du er velkommen til at hjælpe Wikipedia ved at udvide den. |